# Dieter Rehm
Pour les articles homonymes, voir Rehm.
Dieter Rehm, né le 29 janvier 1974 à Zurich est un gymnaste suisse. Il a été médaillé de bronze au saut de cheval aux championnats du monde en 1999.

## Palmarès

### Championnats du monde
- Tianjin 1999
  -  médaille de bronze au saut de cheval

### Championnats d'Europe
- Copenhague 1996
  -  médaille d'argent au saut de cheval

- Saint-Pétersbourg 1998
  -  médaille de bronze au saut de cheval